# Рокко (місячний кратер)
Кратер Рокко (лат. Rocco) — малий метеоритний кратер у східній частині Океану Бур на видимому боці Місяця. Назва присвоєна по італійському чоловічому особовому імені й затверджена Міжнародним астрономічним союзом у 1976 році.

## Опис кратера

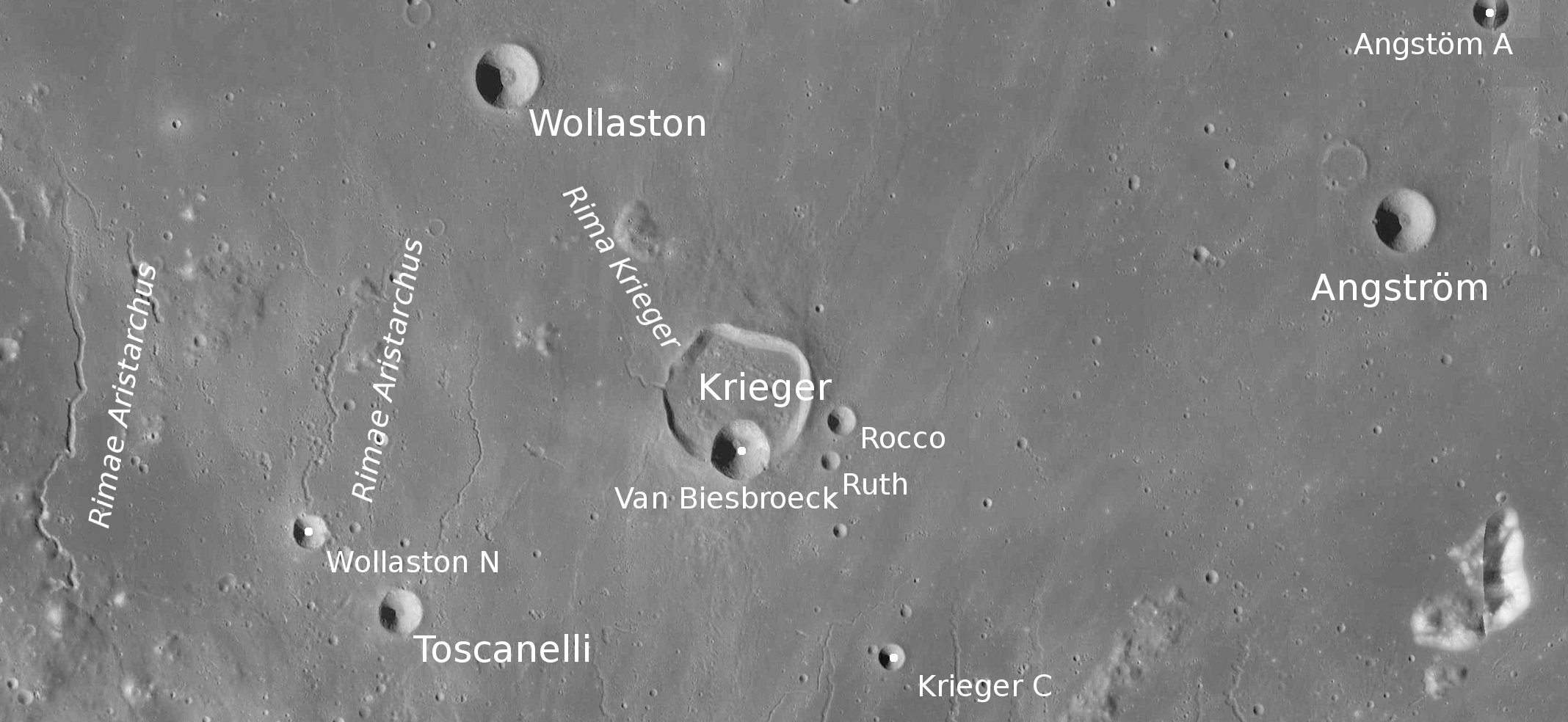
Околиці кратера Рокко. Світлина зонда Lunar Reconnaissance Orbiter

Найближчими сусідами кратера є кратери Крігер і Ван Бісбрук на заході; кратер Руф на півдні південному заході. На півдні південному заході від кратера знаходяться борозни Аристарха; на півдіні південному сході — Борозни Принца; на південному сході знаходяться гори Харбінгер. Селенографічні координати центру кратера 28°55′ пн. ш. 45°00′ зх. д. / 28.91° пн. ш. 45° зх. д., діаметр 4,4 км, глибина 700 м.

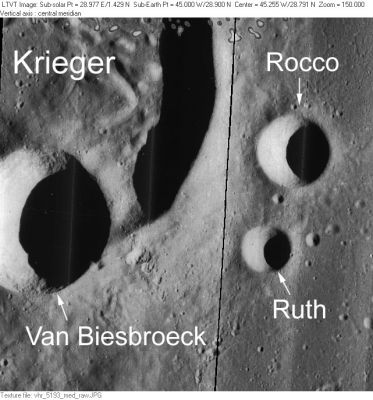
Світлина зонда Lunar Orbiter 5.

Кратер Рокко має циркулярну чашовидну форму. Вал чітко окреслений, внутрішній схил гладкий, з високим альбедо. Висота валу над навколишньою місцевістю сягає 150 м, об'єм кратера становить приблизно 3 км³. За морфологічними ознаками кратер належить до типу ALC (за назвою типового представника цього класу — кратера Аль-Баттані C).
До отримання власної назви у 1976 році кратер мав назву Крігер D (у системі позначень сателітних кратерів, розташованих в околицях кратера, що має власну назву).